# Mubadala Abu Dhabi Open 2024 - Doppio
Il doppio femminile del torneo di tennis professionistico Mubadala Abu Dhabi Open 2024, facente parte della categoria WTA 500 nell'ambito del WTA Tour 2024, si gioca dal 5 all'11 febbraio 2024 a Abu Dhabi, negli Emirati Arabi Uniti. Luisa Stefani e Zhang Shuai erano le detentrici del titolo, ma Zhang ha scelto di non partecipare a questa edizione del torneo. Stefani ha fatto coppia con Beatriz Haddad Maia, ma si sono ritirate in semifinale contro Sofia Kenin e Bethanie Mattek-Sands.
In finale Kenin e Mattek-Sands hanno sconfitto Linda Nosková e Heather Watson con il punteggio di 6-4, 7-6(4).

## Teste di serie
1. Nicole Melichar-Martinez /  Ellen Perez (primo turno)
2. Beatriz Haddad Maia /  Luisa Stefani (semifinale, ritirate)

1. Chan Hao-ching /  Giuliana Olmos (quarti di finale)
2. Marie Bouzková /  Sara Sorribes Tormo (quarti di finale, ritirate)

## Wildcard
1. Ons Jabeur /  Naomi Ōsaka (primo turno)

## Ranking protetto
1. Wang Xinyu /  Zheng Saisai (ritirate)

## Alternate
1. Magda Linette /  Bernarda Pera (semifinale, ritirate)

## Tabellone

### Legenda
| - Q = Qualificato - WC = Wild card - LL = Lucky loser | - ALT = Alternate - SE = Special Exempt - PR = Protected Ranking | - w/o = Walkover - r = Ritirato - d = Squalificato |

|  | Primo turno | Primo turno                 | Primo turno                 | Primo turno | Primo turno |  |  | Quarti di finale | Quarti di finale            | Quarti di finale            | Quarti di finale            | Quarti di finale        |                         |  | Semifinali | Semifinali                   | Semifinali                   | Semifinali                        | Semifinali                        |   |   | Finale | Finale | Finale | Finale | Finale |  |
|  |             |                             |                             |             |             |  |  |                  |                             |                             |                             |                         |                         |  |            |                              |                              |                                   |                                   |   |   |        |        |        |        |        |  |
|  | 1           | N Melichar-Martinez E Perez | N Melichar-Martinez E Perez | 3           | 63          |  |  |                  |                             |                             |                             |                         |                         |  |            |                              |                              |                                   |                                   |   |   |        |        |        |        |        |  |
|  |             | L Nosková H Watson          | L Nosková H Watson          | 6           | 7           |  |  |                  | L Nosková H Watson          | 7                           | 3                           | [10]                    |                         |  |            |                              |                              |                                   |                                   |   |   |        |        |        |        |        |  |
|  |             | S Aoyama A Krunić           | 6                           | 1           | [10]        |  |  |                  | S Aoyama A Krunić           | 62                          | 6                           | 5                       |                         |  |            |                              |                              |                                   |                                   |   |   |        |        |        |        |        |  |
|  |             | F-h Wu L Zhu                | 2                           | 6           | [6]         |  |  |                  |                             |                             |                             |                         |                         |  |            | L Nosková H Watson           | L Nosková H Watson           | L Nosková H Watson                | w/o                               |   |   |        |        |        |        |        |  |
|  | 3           | H-c Chan G Olmos            | H-c Chan G Olmos            | 7           | 6           |  |  |                  |                             | Alt                         | M Linette B Pera            | M Linette B Pera        | M Linette B Pera        |  |            |                              |                              |                                   |                                   |   |   |        |        |        |        |        |  |
|  |             | A Kalinina Y Xu             | A Kalinina Y Xu             | 63          | 4           |  |  | 3                | H-c Chan G Olmos            | H-c Chan G Olmos            | 6                           | 1                       |                         |  |            |                              |                              |                                   |                                   |   |   |        |        |        |        |        |  |
|  | WC          | O Jabeur N Ōsaka            | O Jabeur N Ōsaka            | 3           | 3           |  |  | Alt              | M Linette B Pera            | M Linette B Pera            | 7                           | 6                       |                         |  |            |                              |                              |                                   |                                   |   |   |        |        |        |        |        |  |
|  | Alt         | M Linette B Pera            | M Linette B Pera            | 6           | 6           |  |  |                  |                             |                             |                             |                         |                         |  |            | Linda Nosková Heather Watson | Linda Nosková Heather Watson | 4                                 | 64                                |   |   |        |        |        |        |        |  |
|  |             | M Katō A Sutjiadi           | M Katō A Sutjiadi           | 3           | 4           |  |  |                  |                             |                             |                             |                         |                         |  |            |                              |                              | Sofia Kenin Bethanie Mattek-Sands | Sofia Kenin Bethanie Mattek-Sands | 6 | 7 |        |        |        |        |        |  |
|  |             | S Kenin B Mattek-Sands      | S Kenin B Mattek-Sands      | 6           | 6           |  |  |                  | S Kenin B Mattek-Sands      | S Kenin B Mattek-Sands      | S Kenin B Mattek-Sands      | w/o                     |                         |  |            |                              |                              |                                   |                                   |   |   |        |        |        |        |        |  |
|  |             | T Babos V Zvonarëva         | 7                           | 1           | [7]         |  |  | 4                | M Bouzková S Sorribes Tormo | M Bouzková S Sorribes Tormo | M Bouzková S Sorribes Tormo |                         |                         |  |            |                              |                              |                                   |                                   |   |   |        |        |        |        |        |  |
|  | 4           | M Bouzková S Sorribes Tormo | 67                          | 6           | [10]        |  |  |                  |                             |                             |                             |                         |                         |  |            | S Kenin B Mattek-Sands       | S Kenin B Mattek-Sands       | S Kenin B Mattek-Sands            | w/o                               |   |   |        |        |        |        |        |  |
|  |             | C Bucșa M Niculescu         | C Bucșa M Niculescu         | 4           | 5           |  |  |                  |                             | 2                           | B Haddad Maia L Stefani     | B Haddad Maia L Stefani | B Haddad Maia L Stefani |  |            |                              |                              |                                   |                                   |   |   |        |        |        |        |        |  |
|  |             | C Dolehide D Krawczyk       | C Dolehide D Krawczyk       | 6           | 7           |  |  |                  | C Dolehide D Krawczyk       | C Dolehide D Krawczyk       | 2                           | 2                       |                         |  |            |                              |                              |                                   |                                   |   |   |        |        |        |        |        |  |
|  |             | A Danilina N Kičenok        | 6                           | 5           | [6]         |  |  | 2                | B Haddad Maia L Stefani     | B Haddad Maia L Stefani     | 6                           | 6                       |                         |  |            |                              |                              |                                   |                                   |   |   |        |        |        |        |        |  |
|  | 2           | B Haddad Maia L Stefani     | 2                           | 7           | [10]        |  |  |                  |                             |                             |                             |                         |                         |  |            |                              |                              |                                   |                                   |   |   |        |        |        |        |        |  |